# Volkswagen Sharan
Volkswagen Sharan je až sedmimístný velkoprostorový osobní automobil z produkce automobilky Volkswagen, vyráběný od roku 1995. Sdílí platformu se Seatem Alhambra a s první generací Fordu Galaxy.
Typ 7M před faceliftem - 1996 - 2000:
Všechny zmíněné vozy SAG (Sharan/Alhambra/Galaxy) první generace před faceliftem (tedy do roku 2000 včetně) byly vyráběny ve Španělsku. Jedná se o první model kategorie MPV od Volkswagenu. Variant pohonu a výbav bylo nespočet a bylo možné mít například automatickou 4° převodovku, nebo také pohon všech kol (nezávisle na sobě, případně jejich kombinaci). Ve vyšších výbavách nechybělo ovládání až 6 oken elektricky, nezávislé topení s časovačem (jak u benzínové, tak u naftové motorizace), výhřev předních sedadel, výhřev jak zadního, tak i předního okna (vyhřívané přední okno se objevovalo jen velmi sporadicky, zato sourozenec v podobě Fordu Galaxy jej měl snad u každého vyrobeného kusu), integrovaná dětská sedadla, případně ISOFIX (nebyl standardem), automatická klimatizace, palubní počítač a tempomat, kožená sedadla případně "sportovněji" tvarovaná kožená sedadla a až 12 reproduktorů. Tažné zařízení bylo zpravidla na 2000Kg. Kotoučové brzdy na obou nápravách ve standardu.
Interiér (tedy barva jak přístrojové desky, tak vnitřních plastů) byl u první generace buď šedý, nebo tmavě modrý. Podlaha ve vozidle až po přední řadu (řidič+spolujezdec) byla zcela rovná a do vozidla se vešel zcela bez obtíží 200 cm dlouhý předmět. Všech 5 sedadel pro 2. a 3. řadu lze vyndat a vytvořit tak pouze 2 místný vůz, ovšem s obrovským přepravním potenciálem.
Pohotovostní hmotnost byla závislá dle výbavy, jejíž rozpětí bylo opravdu velmi pestré, ale průměrně lze počítat se 1750-1800kg
Bolestí těchto vozidel byla po letech zejména koroze předních blatníků ve spodní části (tu způsobovalo hromadění bláta a listí uvnitř "kapsy" blatníku - známé i u Passat B5 + B5,5, Octavia I a Fabia I) způsobenou absencí předních lapačů nečistot (tzv.zástěrek) a prolínání nečistot z horní části vozidla pod čelním sklem. Dále jsou známé problémy s korozí prahů a také výztuh karoserie v oblasti pod místem řidiče a spolujezdce.
Motorizace u Sharan typ 7M (1995-2000) byly :
| Motorizace | Produkční rok | Kód motoru | Výkon           | Kroutící moment |
| ---------- | ------------- | ---------- | --------------- | --------------- |
| 1.8T       | 1997-2000     | AJH        | 110kw (150koní) | 210Nm           |
| 2.0i       | 1995-2003     | ADY        | 85Kw (116koní)  | 170Nm           |
| 2.8 VR6    | 1995-2000     | AAA/AMY    | 128Kw (204koní) | 235Nm           |
| 1.9TDi     | 1995-2003     | AHU        | 66Kw (90koní)   | 202Nm           |
| 1.9TDi     | 1996-2003     | AFN/AVG    | 81Kw (116koní)  | 235Nm           |

Typ 7M po faceliftu - 2000 - 2004:
Po Faceliftu (2000+) došlo ke změně vzhledu přední i zadní části vozidla - jiná světla, kompletně inovovaný interiér (přístrojová deska, sedadla, barvy čalounění...), původní vznětové motory s rotačním čerpadlem byly nahrazeny modernějšími typu PD - tedy systém čerpadlo-tryska ve výkonových variantách : 66kw (velmi ojedinělé), 85kw, 96kw a vzácně i 110Kw (poháněl například Seat Leon Cupra). Benzínové motory z první fáze výroby - 1.8T, 2.0i a 2.8VR6 byly inovovány a došlo (kromě 2.0i) i k navýšení výkonu. Poprvé bylo také možné mít xenonové světlomety. V rámci komfortní výbavy bylo možné mít například autorádio s navigací, což ve verzi před faceliftem nebylo možné.
Motorizace u Sharan typ 7M po faceliftu (2000-2004) byly :
| Motorizace | Produkční rok | Kód motoru | Výkon           | Kroutící moment |
| ---------- | ------------- | ---------- | --------------- | --------------- |
| 1.8T       | 2000-2004     | AWC        | 110kw (150koní) | 220Nm           |
| 2.0i       | 2000-2004     | ATM        | 85Kw (116koní)  | 170Nm           |
| 2.8 VR6    | 2000-2004     | AYL        | 150Kw (201koní) | 265Nm           |
| 1.9TDi     | 2000-2003     | ANU        | 66Kw (90koní)   | 240Nm           |
| 1.9TDi     | 2000-2004     | AUY        | 85Kw (116koní)  | 310Nm           |
| 1.9TDi     | 2003-2004     | ASZ        | 96Kw (129koní)  | 310Nm           |

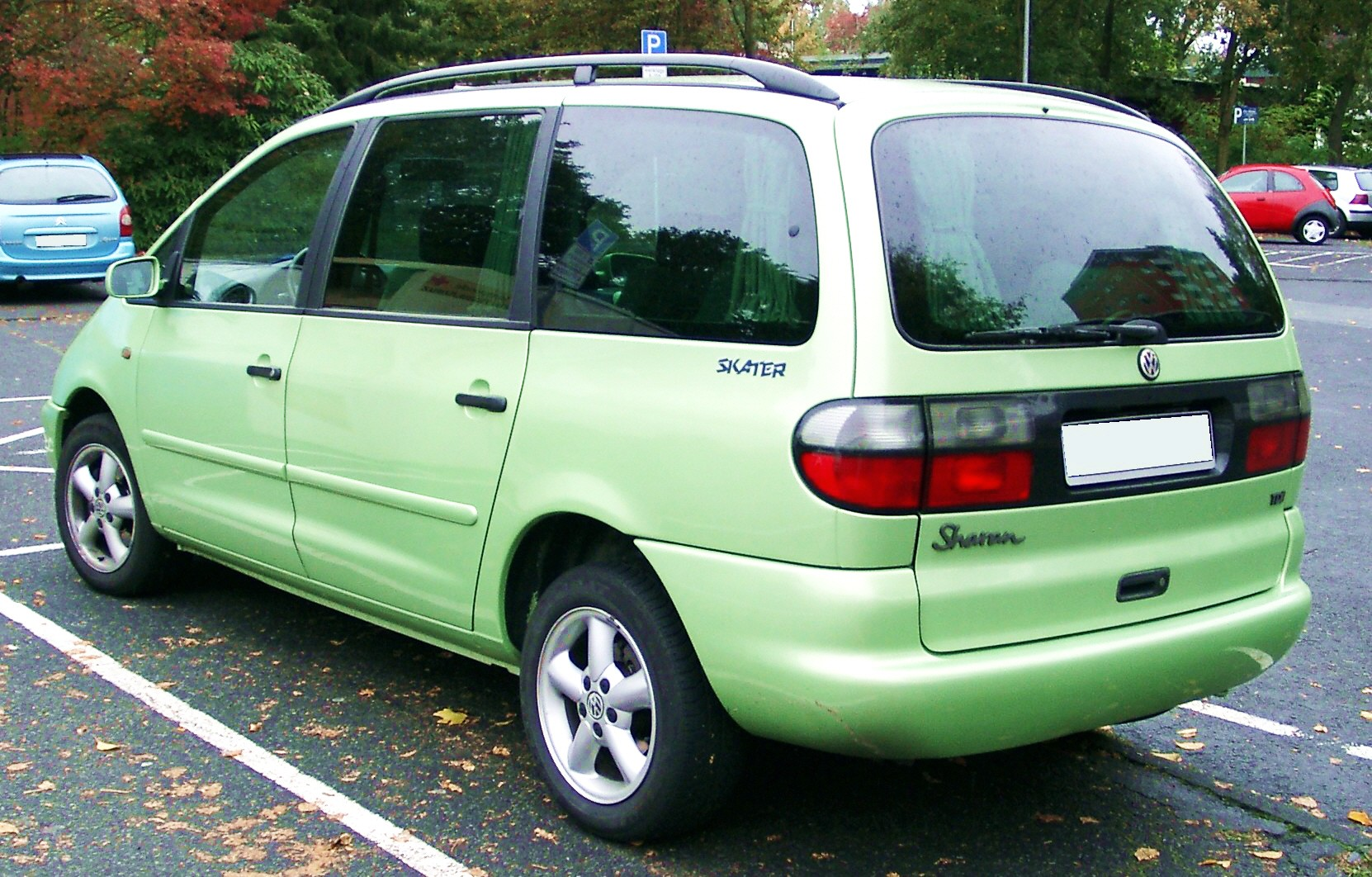
VW Sharan I (záď)
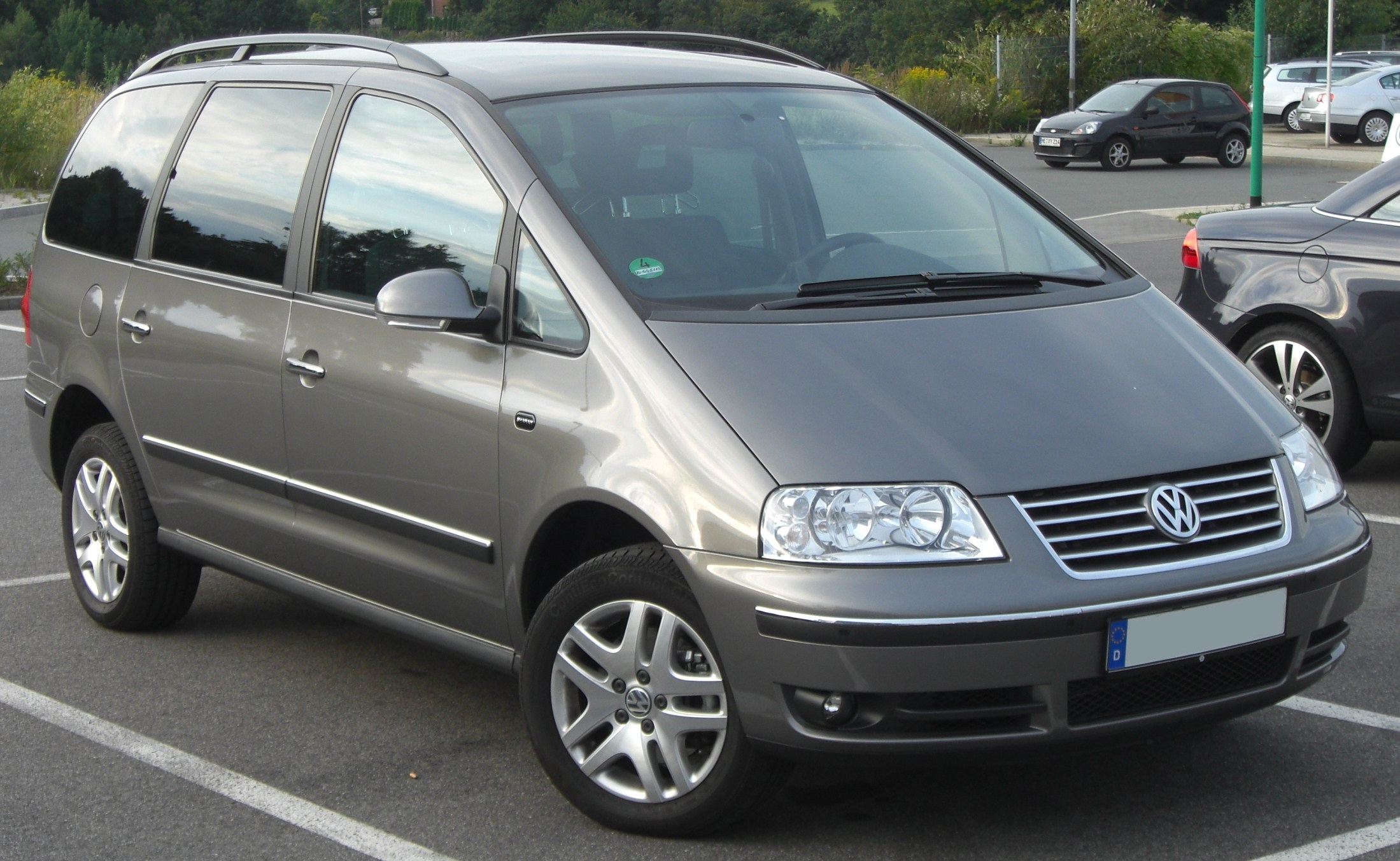
VW Sharan po faceliftu (příď)
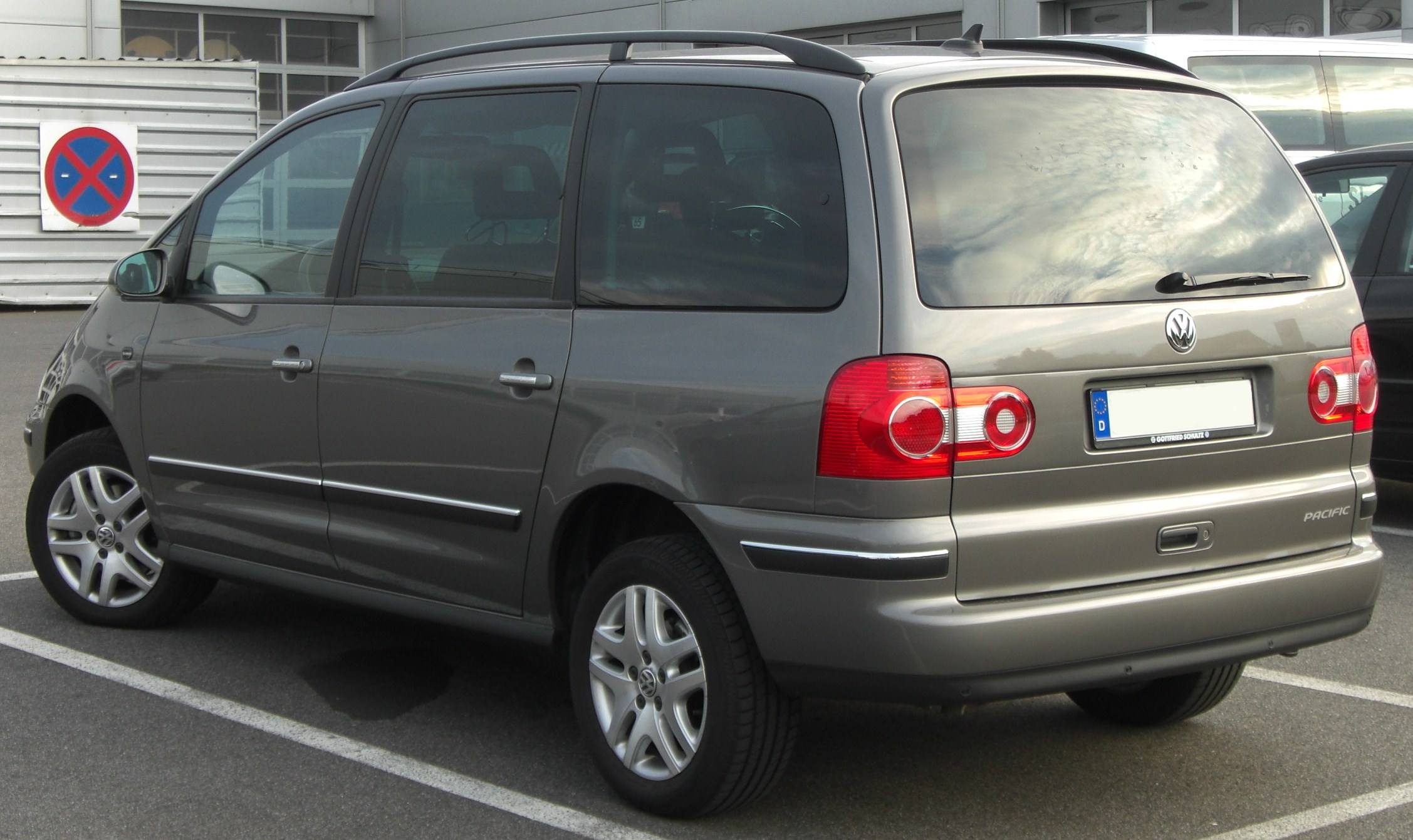
VW Sharan po faceliftu (záď)

## Druhá generace (2010–2022)

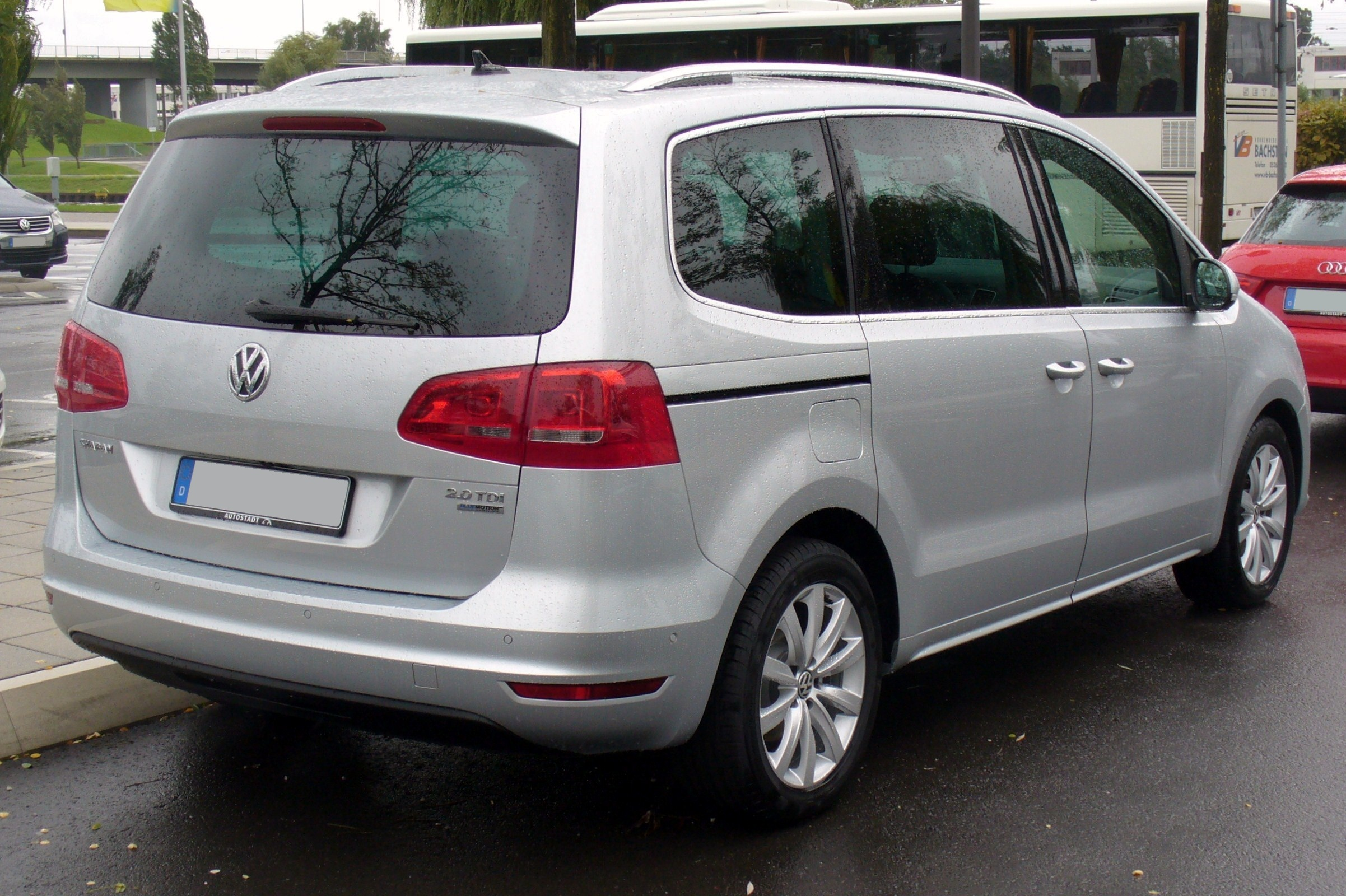
VW Sharan II (záď)